# جو کالدول
جو کالدول (انگلیسی: Joe Caldwell؛ زاده ۱ نوامبر ۱۹۴۱) یک بازیکن بسکتبال اهل ایالات متحده آمریکا است.